# W
La w (en mayúscula W) es la vigesimocuarta letra y la decimonovena consonante 
del alfabeto español desde 1969, y la vigesimotercera letra del alfabeto latino básico. Consiste en una ligadura de 2 letras V. Algunos nombres para esta letra son, según el país uve doble, doble uve, ve doble, doble ve y doble u (en plural: uves dobles, dobles uves, ves dobles, dobles ves o dobleúes), siendo «uve doble» el que la Ortografía consensuada de 2010 propone como nombre único para esta letra. 

## Nombre
Como esta letra es utilizada para representar términos de origen extranjero no tiene un nombre consistente en español. Entre los términos usados están: «uve doble, ve doble, doble uve, doble ve y doble u (este último, calco del inglés double u)». En la edición de 2010 de la Ortografía de la lengua española se recomienda el nombre "uve doble" con el siguiente argumento:

Se da preferencia a la denominación uve doble por ser uve el nombre común recomendado para la letra v y ser más natural en español la colocación pospuesta de los adjetivos.

No obstante todos los términos anteriores también son válidos.

## Historia
Probable evolución del grafema:
| W |

| W |

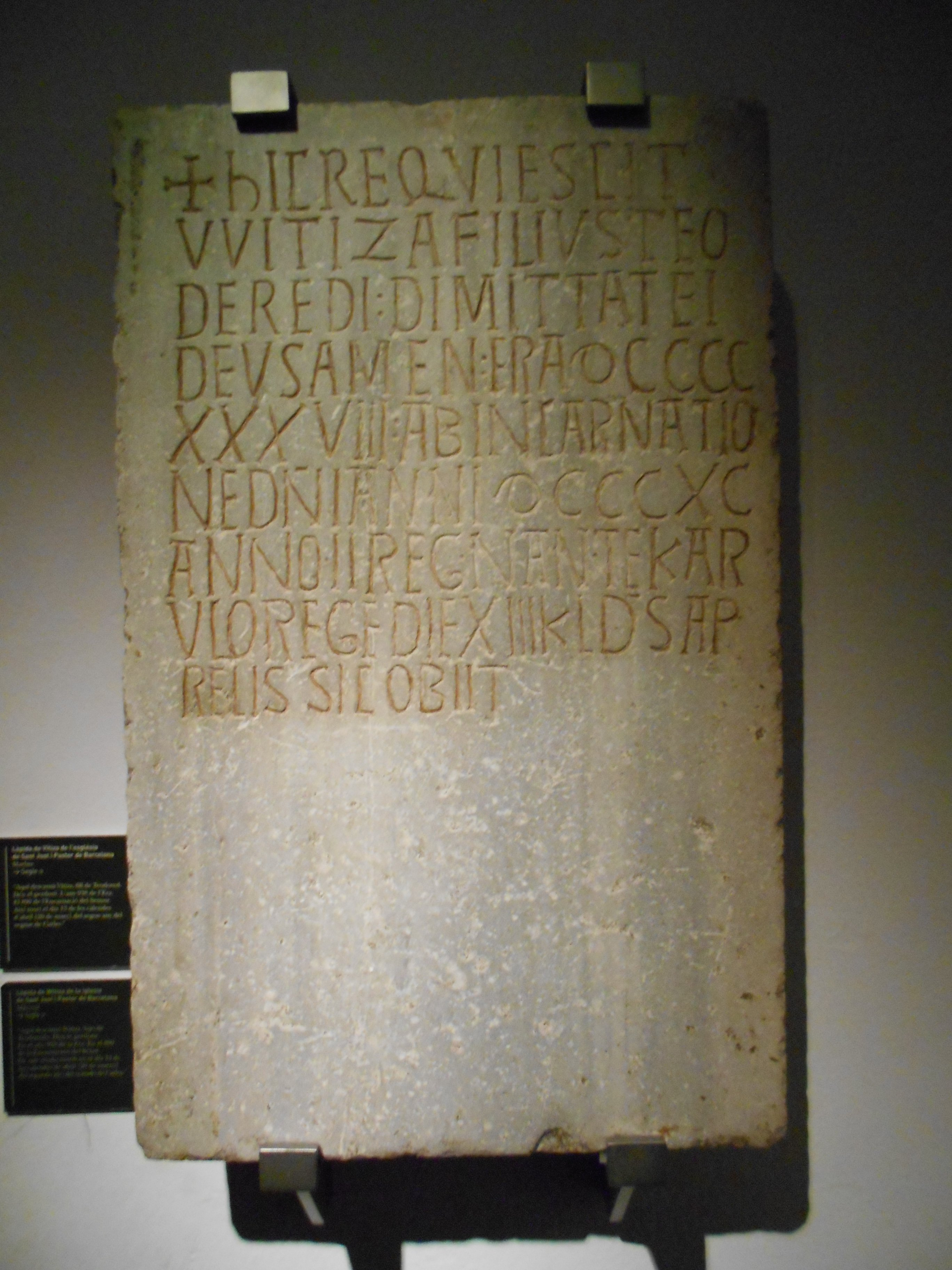
Lápida del rey visigodo Witiza, escrito como VVITIZA (2.ª línea)

La forma primitiva de la W fue una VV (doble V) usada en el siglo VII por los primeros amanuenses anglosajones que representaban este fonema con el dígrafo «uu». Este dígrafo no tuvo en principio amplio uso, pues el sonido solía ser representado por la runa wynn Ƿ. Denotaba la semiconsonante germánica W, pues no tenía correspondencia en las lenguas románicas, ya que la V latina había pasado a ser labiodental.
La W ganó popularidad a partir de la conquista normanda de 1066, de tal modo que alrededor de 1300 ya había tomado el lugar de wynn en el uso común, asentándose definitivamente el grafema «w» moderno. Otras formas de la letra fueron un par de V cuyos brazos se cruzaban en el medio. Una forma cursiva obsoleta que se encuentra tanto en el inglés como en el alemán del siglo XI es la forma de una n cuyo brazo derecho se curva hacia arriba como una v cursiva (compárese con ƕ).

## Uso fonético
En el alfabeto fonético internacional, la w representa la semivocal aproximante labiovelar sonora.
Esta letra no pertenece propiamente a la escritura del idioma español, ya que solamente se usa para escribir palabras tomadas de otros idiomas, sobre todo visigodo, alemán e inglés y transcripciones al alfabeto latino de palabras procedentes de idiomas orientales.
Por ser letra ajena a la ortografía tradicional de la lengua española no se ha salvado de intensas polémicas a su alrededor y de propuestas de que sea eliminada porque bien podría sustituirse por «u», «hu», «gu» o una «v» dependiendo del idioma de procedencia.  En todos estos casos se pronuncia con el sonido más parecido al del idioma de origen, ya sea /w/ o /u/ para palabras con /w/ en la lengua original (ej.: «whisky», «wok») o bien como /b/ para aquellas que proceden de términos con /v/ (ej.: «wagneriano», que ha sido incorporado al léxico español por la Real Academia Española). Otros ejemplos son: walabí, wapití, wélter, wahabismo, etcétera.
Cuando la palabra extranjera se adapta a la ortografía del idioma español, la w se convierte en v, hu, gu o gü. Por ejemplo, las palabras inglesas watchman y wagon se convierten en guachimán y vagón, respectivamente, con pérdida de su sonido original en el segundo caso; mientras que las palabras alemanas como Walküre y Wolfram se convierten en valquiria y volframio cambiando el sonido /v/ por /b/, el fonema más cercano.

### Evolución del fonema
El fonema /w/ del latín se transformó en /v/ en las lenguas romances; por esta razón la V dejó de ser apropiada para representar el sonido /w/ de las lenguas germánicas. 
En neerlandés, W es una aproximante labiodental (salvo las palabras que contienen el diptongo eeuw, que se pronuncia /eːw/), o cualquier otro diptongo que contenga –uw).
En alemán, al igual que sucedió en las lenguas romances, el fonema /w/ terminó siendo /v/ (esta es la razón por la cual la W alemana representa tal sonido). 
En algunas lenguas eslavas que utilizan el alfabeto latino, la letra W tiene el fonema /v/, como en Wojtyła, apellido polaco del papa Juan Pablo II.

## Representaciones alternativas
En alfabeto fonético aeronáutico se le asigna la palabra Whiskey.
En código Morse es:  ·-- 

Alfabeto semáforo
Banderas de señales
Lectura Braille
Alfabeto manual

## En otros idiomas
En polaco esta letra corresponde a la preposición «en el/la»
- (Él) está en la panadería: (On) jest w piekarni.
- (Él) está en el ayuntamiento: (On) jest w ratuszu.